# Geneviève Carrez
Geneviève Carrez (geborene Muller; * 27. September 1909 in Besançon; † 13. Februar 2014 ebenda) war eine französische Deutschlehrerin, Übersetzerin und engagierte Befürworterin der internationalen (insbesondere der französisch-deutschen) Zusammenarbeit.

## Leben
Geneviève Carrez’ Vorfahren stammten aus der Schweiz. Sie wuchs in Besançon auf, wo sie das Abitur an der Ursulinen-Schule machte. In Freiburg erlebte sie beim Schüleraustausch unmittelbar die deutsche Sprache und Kultur, was ihr ganzes späteres Leben prägte. Sie studierte u. a. Germanistik an der Universität der Franche-Comté in Besançon. Danach arbeitete sie ein Jahr in Wien als Assistentin an der Bundeserziehungsanstalt. In dieser Zeit schrieb sie ihre Diplomarbeit über Arthur Schnitzler. Nach der Rückkehr nach Besançon arbeitete sie als Lehrerin am dortigen Lycée Pasteur. Zwischenzeitlich nahm sie ein Angebot an, ihre Kenntnisse ein Jahr lang am Institut français in Berlin zu vertiefen. Kurz vor Ausbruch des Zweiten Weltkrieges heiratete sie einen Kollegen, der ebenfalls ein Deutschlehrer war. Ihre beiden Söhne wurden trotz des Krieges zweisprachig erzogen. In den Jahren 1949–1954 arbeitete sie bei der französischen Kultur-Dienststelle in Mainz, wo sie für den Jugendaustausch zuständig war. Nach der Rückkehr nach Besançon gründete sie mit anderen Kollegen und Unterstützung der Stadt das Comitée d’Échanges Internationaux, woraus – wohl auf ihre Initiative hin – die Partnerschaft ihrer Heimatstadt mit Freiburg hervorging.
1981 kam Carrez beim Besuch der Ausstellung über Heinrich Schickhardt im Schloss von Montbéliard, das im gleichen Departement Doubs wie Besançon liegt, mit dem Renaissancebaumeister in Berührung. Dort wurde u. a. eine Ausgabe dessen Rayß in Italien ausgestellt. Das Buch faszinierte sie vom ersten Blick an, so dass sie es mit Einverständnis und der Mitarbeit der Société d’émulation de Montbéliard übersetzen durfte. Auf diese Weise wurde dieser außerordentlich lebendige aber sprachlich schwierige Text zum ersten Mal dem französischen Leser zugänglich gemacht. Die Übersetzung erschien zum ersten Mal 1986 in der Neuausgabe der Rayß in Italien. Obwohl inzwischen schon hochbetagt engagierte sich Geneviève Carrez für die Bekanntmachung des Werks von Heinrich Schickhardt.

## Veröffentlichungen
- Les relations internationales de l'Allemagne occidentale; recueil d'études par Geneviève Carrez [et al.] sous la direction de Alfred Grosser. Paris: A. Colin 1956

## Übersetzungen
- Heinrich Schickhardt: Rayß in Italien 1599–1600, hrsg. von Winfried Bolter. Herrenberg: Kulturkreis Herrenberg 1986 (enthält drei Fassungen des Textes: Erstausgabe von 1602, Neuausgabe von 1902 hrsg. von Wilhelm Heyd und die Übersetzung von Geneviève Carrez)
  - Neufassung: Heinrich Schickhardt. Voyage en Italie. Reiß in Italien (novembre 1599 – mai 1600). Commenté par André Bouvard, Montbéliard: Société d'émulation de Montbéliard 2002, ISBN 2-9511006-2-0 (enthält deutsche und französische Fassung)